# أحلام اليقظة (فلم)
أحلام اليقظة (بالإنجليزية: Day Dreams) هو فيلم كوميدي أمريكي صامت قصير أنتج في سنة 1922 بطولة باستر كيتون وتأليف روسكو "فاتي" آرباكل وكيتون وإدوارد إف كلاين وإخراج كيتون وكلاين.

## طاقم التمثيل
- باستر كيتون
- رونيه أدوري
- إدوارد إف كلاين
- جو كيتون
- جو روبرتس

## وصلات خارجية
- "Progressive Silent Film List: Daydreams". Silent Era. مؤرشف من الأصل في 2019-03-05. اطلع عليه بتاريخ 2008-02-26.
- أحلام اليقظة على موقع IMDb (الإنجليزية)
- أحلام اليقظة على موقع فيلمافينيتي (الإسبانية)
- أحلام اليقظة على موقع قاعدة بيانات الفيلم (الإنجليزية)
- أحلام اليقظة على موقع ليتربوكسد (الإنجليزية)
- أحلام اليقظة على موقع كينوبويسك (الروسية)
- الفيلم القصير Daydreams متوفر للتحميل من موقع أرشيف الإنترنت [المزيد]